# Serowe
Serowe é uma cidade do Botswana. Possui cerca de noventa mil habitantes.
Perto de Serowe existe uma reserva de 4300 hectares - o Khama Rhino Sanctuary - concebida para a preservação de rinocerontes.